# Hitoshi Shiota
Hitoshi Shiota (jap. 塩田 仁史 Shiota Hitoshi; ur. 28 maja 1981) – japoński piłkarz występujący na pozycji bramkarza. Obecnie występuje w Omiya Ardija.

## Kariera klubowa
Od 2004 roku występował w klubach FC Tokyo i Omiya Ardija.